# Marcos Crespo
Marcos Bueno Crespo (Las Flores, 6 de outubro de 1986) é um ciclista argentino de estrada e pista que atualmente compete pela equipe Buenos Aires Província.
Em 2011, conquistou a medalha de bronze na perseguição por equipes dos Jogos Pan-Americanos. Em 2012, novamente conquistou o bronze na perseguição por equipes, desta vez no Campeonato Pan-Americano de Ciclismo. É também o vencedor da classificação por pontos da Volta Ciclística de São Paulo de 2012, na qual também ganhou a 6ª etapa.

## Principais Resultados
2004
1º - Campeonato Nacional de Perseguição Individual Juniores
2007
2º - Etapa 1 da Vuelta a San Juan
2º - Etapa 4 da Vuelta al Valle
2008
1º - Prólogo da Clásica del Oeste-Doble Bragado (CRE)
4º - 100 Km de la Republica Argentina
4º - GP Campagnolo
2009
3º - Aniversario CC La Nación
2º - Circuito de Lobos
2º - Etapa 2 da Volta Ciclística de Campos
2º - Gran Premio Ciudad de Buenos Aires
3º - Aniversario 3 de Febrero
2º - Cámaras Colla
1º - Classificação Geral da Vuelta al Valle
1º - Etapa 1
2º - Etapas 2, 3, 4 e 5
1º - Doble Media Agua
2010
1º - Etapas 2 e 7 da Vuelta a San Juan
3º - Classificação Geral do GP Esco
2º - Etapas 1 e 3
2º - Classificação Geral do Doble Chepes
1º - Etapa 3
1º - Cámaras Colla
1º - Classificação Geral da Vuelta al Valle
1º - Etapas 1 e 2 (CRE)
2º - Etapas 3 e 4
2011
2º - Etapas 3 e 7 do Tour de San Luis
1º - Prólogo (CRE) e Etapas 4 e 6 da Vuelta a Mendoza
2º - Etapas 1, 2 e 8 da Vuelta a Mendoza
2º - GP Hermanos Macchi
1º - Trofeo Corte Inglès
3º  Perseguição por Equipes dos Jogos Pan-Americanos
2012
4º - Copa América de Ciclismo
3º  Perseguição por Equipes do Campeonato Pan-Americano de Ciclismo
2º - Trofeo Corte Inglès
1º - Circuito Nuestra Señora del Portal
1º  Classificação por pontos da Volta Ciclística de São Paulo
1º - Etapa 6
2º - Etapa 1
3º - GP Campagnolo
2013
1º - Etapa 6 da Vuelta a San Juan
2º - Prólogo e etapa 3 da Vuelta a San Juan
3º - Etapa 3 da Vuelta a San Juan
4º - GP Aniversario Ciudad de Saladillo
3º - GP San Lorenzo
5º - Circuito de Escalante
4º - Trofeo Corte Inglès
2º - Etapa 4 da Volta Ciclista Provincia de Valencia
5º - GP Campagnolo